# Günterberg
 Günterberg  ist ein Ortsteil der Stadt Angermünde im Landkreis Uckermark in Brandenburg.
Der Ort liegt nordwestlich der Kernstadt Angermünde an der Einmündung der Landesstraße L 285 in die B 198.

## Geschichte

### Eingemeindungen
Im Jahr 2003 wurde Günterberg nach Angermünde eingemeindet.

## Sehenswürdigkeiten

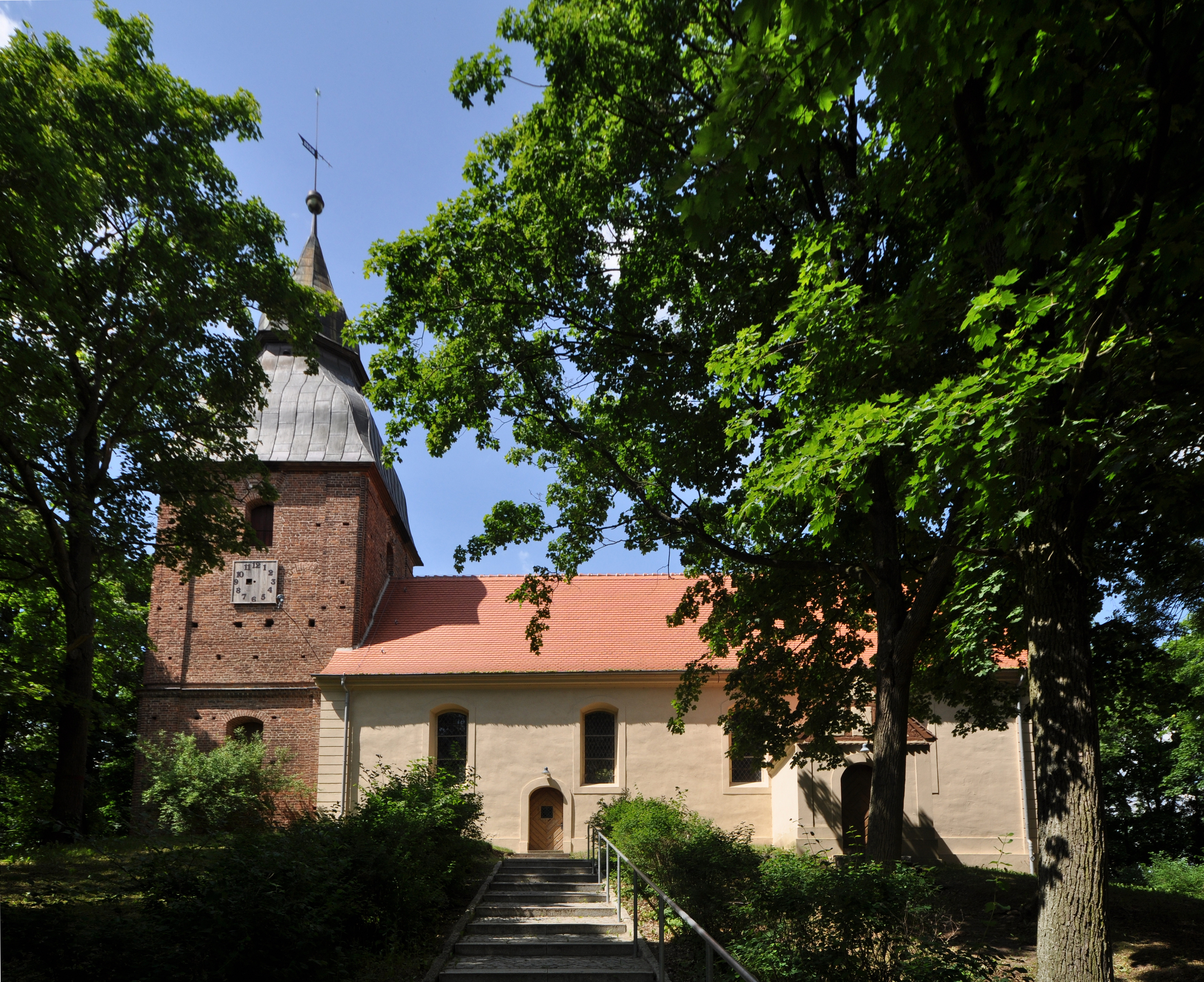
Dorfkirche Günterberg

In der Liste der Baudenkmale in Angermünde sind für Günterberg sechs Baudenkmale aufgeführt.